# Biskupice Radłowskie

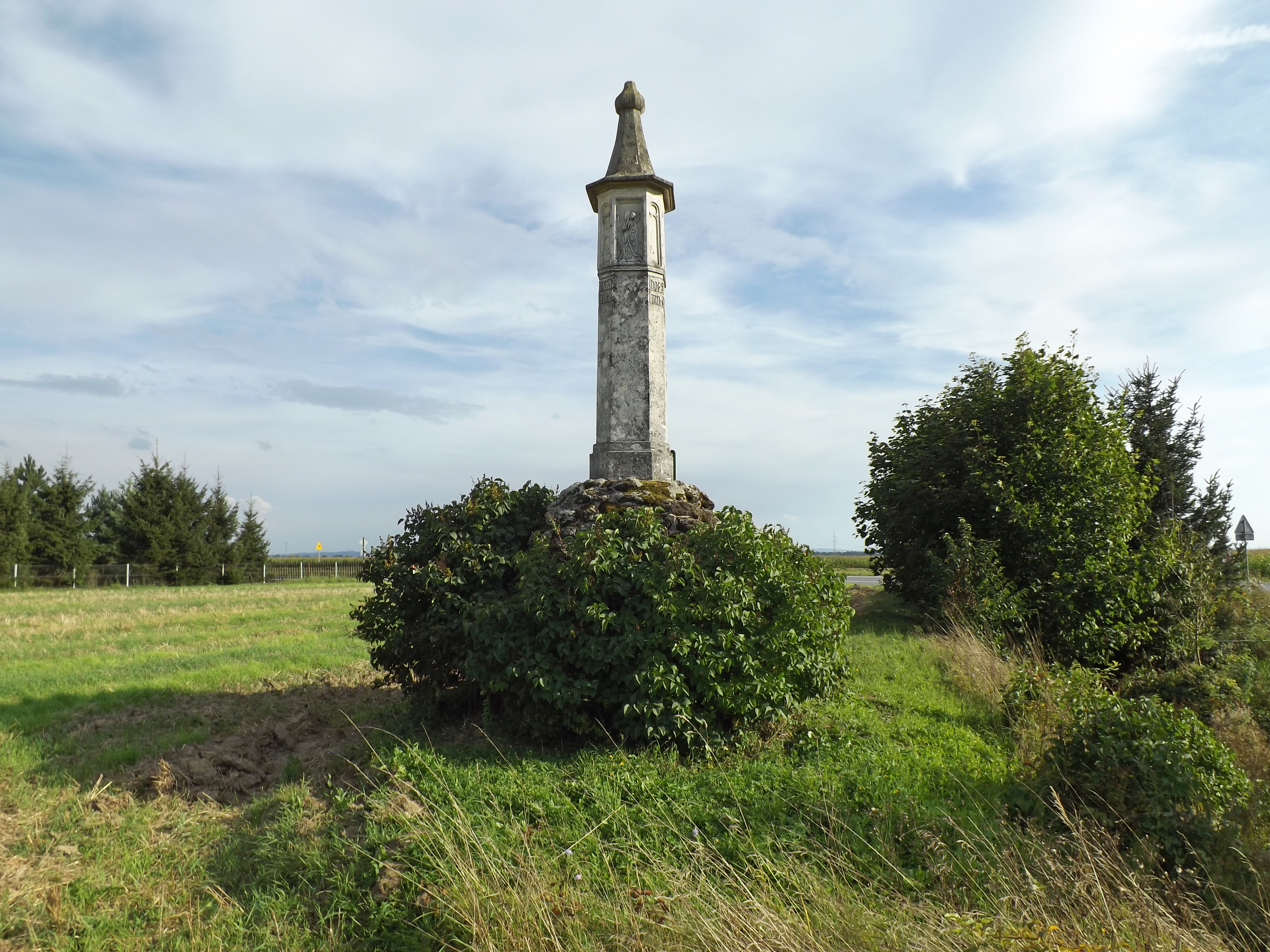
Słup graniczny z 1450 roku

Biskupice Radłowskie – wieś w Polsce położona w województwie małopolskim, w powiecie tarnowskim, w gminie Radłów w zakolu Dunajca.

## Położenie
Biskupice Radłowskie leżą na lewym brzegu dolnego Dunajca, w zakolu będącym częścią Niziny Nadwiślańskiej. Wieś położona jest około 6 km od Radłowa, 15 km od Tarnowa i 67 km od Krakowa. Leży na styku dróg wojewódzkich:
- 975 – z Dąbrowy Tarnowskiej przez Wierzchosławice, Wojnicz, Zakliczyn do Nowego Sącza,
- 964 – przez Szczurową i Niepołomice do Wieliczki i Krakowa.

## Części wsi
| SIMC    | Nazwa | Rodzaj     |
| ------- | ----- | ---------- |
| 0827834 | Nart  | część wsi  |
| 0827840 | Wólka | przysiółek |

## Historia
Wieś powstała prawdopodobnie w XVI wieku i weszła w skład dóbr kościelnych należących do biskupstwa krakowskiego. W 1450 roku w Biskupicach Radłowskich postawiony został znak graniczny wyznaczający zasięg dóbr kościelnych. Na słupie granicznym umieszczono napis, który w języku polskim znaczy:

 Ten znak posiadłości duchowne rozdziela i pańskie. 1450 rok 4 maj. Na prawo daję duchowieństwu na lewo przyznaję panom.

Po I rozbiorze Polski Biskupice Radłowskie wraz z całymi dobrami należącymi do biskupstwa krakowskiego weszły administracyjnie w skład państwa austriackiego. W 1782 roku wieś wraz z kluczem radłowskim i pozostałymi ziemiami biskupstwa została upaństwowiona przez cesarza Józef II Habsburg w ramach reform zwanych reformami józefińskimi.
Z Biskupic synowie chłopscy trafiali do szkół parafialnych i katedralnych. Długosz wspominał o Biskupicach przy Radłowie, podkreślając że jest to wieś „dobrze prosperująca, licząca 17 łanów, 3 karczmy, najlepszy dwór biskupi w kluczu radłowskim”. Kilku chłopów z Biskupic walczyło w Bitwie pod Grunwaldem (Długosz). Najstarsze nazwiska mieszkańców Biskupic to wywodzące się od profesji właściciela: Tracz, Kluza, Mierzwa, Lira, Pęcak, Mączka, Cholewa. Nieco później pojawiły się nazwiska szlacheckie: Radłowski, Marcinkowski, Szumlański. Jeszcze później nazwiska cudzoziemskie: Kosman, Wenc, Sznicl, Zacharka oraz nazwiska żydowskie.
W 1848 roku po przeprowadzonym przez władze austriackie uwłaszczeniu chłopów wieś oraz posiadana przez chłopów ziemia stała się ich własnością. Właścicielami reszty dóbr ziemskich pozostałych po uwłaszczeniu byli kolejni dziedzice. Jednym z nich był Florian Helcel.
Miejscowość doświadczyła licznych klęsk związanych z najazdem szwedzkim, przemarszem wojsk kwarcianych idących na Kraków, wojsk Rakoczego, a także działań wojennych związanych rozbiorami Polski oraz I i II wojny światowej. W 1882 roku w Biskupicach Radłowskich, staraniem Rady Gminy, powstała szkoła podstawowa. W okresie międzywojennym we wsi działały liczne organizacje społeczne, polityczne i gospodarcze: Koło Stronnictwa Ludowego, Koło Młodzieży Wici, Koło Rolnicze, Straż Pożarna, Kasa Stefczyka, filia mleczarni oraz sklep spożywczy. Obok murowanej szkoły wybudowana została remiza strażacka.
8 września 1939 roku, podczas bitwy o Biskupice Radłowskie, wieś została w 80% spalona. Zniszczony został również most na Dunajcu. Dla upamiętnienia żołnierzy poległych w tej bitwie został wybudowany pomnik. Podczas II wojny światowej we wsi działała zbrojna organizacja ruchu ludowego Batalionów Chłopskich.
W latach 1975–1998 miejscowość administracyjnie należała do województwa tarnowskiego.
W uznaniu zasług Biskupice Radłowskie zostały w 1983 roku odznaczone Krzyżem Walecznych. 16 czerwca 1991 roku wieś obchodziła 600-lecie istnienia.

## Zabytki
Obiekty wpisane do rejestru zabytków nieruchomych województwa małopolskiego.
- Cmentarz wojenny nr 257 – Biskupice Radłowskie Zawodzie
- Cmentarz wojenny nr 258 – Biskupice Radłowskie Zawodzie
- Cmentarz wojenny nr 259 – Biskupice Radłowskie

### Inne zabytki
- Słup graniczny z 1450 roku
- Pomnik Bohaterów Września 1939
- Kapliczka przy kościele z figurką Matki Boskiej z 1876 roku.

## Plan zabudowy
Plan zabudowy Biskupic Radłowskich przypomina miasteczko z głównym placem – rynkiem oraz siecią krzyżujących się ulic. Obecnie w rynku znajdują się: filia Gminnej Biblioteki Publicznej, przychodnia zdrowia, remiza ochotniczej straży pożarnej, zabytkowa figura św. Jana. We wsi znajduje się kościół pod wezwaniem NMP Częstochowskiej. Obok kościoła znajduje się zabytkowa kapliczka z 1876 roku. Opodal wsi, na przeciwległym brzegu Dunajca, działa odkrywkowa kopalnia kruszywa.
Nazwy ulic Biskupic Radłowkich:
Batalionów Chłopskich, Bohaterów Września, Jasna, Kościelna, Krótka, Nowa, Polna, Sportowa, Stanisława Mierzwy, Szkolna, Wincentego Witosa, Wólka, Zagumnie, Zawodzie, Lipowa, Jana Dąb-Kocioła, Spacerowa.

### Ważne obiekty
- Pomnik Bohaterów Września 1939, ku czci żołnierzy 3 i 4 Pułku Strzelców Podhalańskich oraz 20 PP oraz 21 Dywizji Armii „Kraków” poległych 7 i 8 września 1939 roku w obronie mostu na Dunajcu (wzniesiony w 1969 roku, w 2015 przebudowany. Pomnik znajduje się w miejscu dawnego drewnianego mostu zniszczonego w czasie walk 7 i 8 września 1939 roku[10].
- Kościół parafialny pw. NMP Częstochowskiej (ziemię pod budowę kościoła przekazały siostry Kuklewicz, 2 października 1983 roku ks. biskup Jerzy Ablewicz położył kamień węgielny pod budowę; poświęcenie odbyło się 30 czerwca 1991 roku przez ks. biskupa ordynariusza Józefa Życińskiego),
- Kapliczka przy kościele z figurką Matki Boskiej z 1876 roku.
- Biblioteka publiczna (wyróżniona w 1984 Dyplomem dyr. Wojewódzkiej Biblioteki Publicznej w Tarnowie),
- Zespół Szkolno-Przedszkolny im. Stanisława Mierzwy
- Remiza strażacka
- Boisko sportowe

## Osoby związane z miejscowością
- Stanisław Mierzwa – polski adwokat i działacz ruchu ludowego: Stronnictwa Ludowego i Polskiego Stronnictwa Ludowego[11].
- Jan Dąb-Kocioł – ekonomista i polityk, minister rolnictwa i reform rolnych oraz minister rolnictwa (1947–1957), minister leśnictwa (1954–1956) oraz minister leśnictwa i przemysłu drzewnego (1956–1961), poseł na Sejm Ustawodawczy oraz Sejm PRL